# 大木伸夫 (演歌歌手)
大木 伸夫（おおき のぶお、1925年4月29日 - 2013年12月30日）は、日本の演歌歌手である。本名は、川内 優（かわうち まさる）。佐賀県伊万里市出身。日本浪曲協会名誉顧問。

## 来歴・人物
- 幼少の頃からの父親の影響により、1942年に初代天光軒満月に弟子入りする。芸名を「天光軒優月」と名付けられ、大阪天満の国光席で初舞台を踏む。
- 1944年、19歳の時に陸軍第12師団歩兵第48連隊に入隊する。
- 1945年、終戦後1年半捕虜となり、その後帰国し、大阪で浪曲師として復帰する。
- 1947年、川内  優の本名を芸名とし上京するまで、華井新、4代目 港家小柳と3人看板で全国を巡業する。途中 港家小柳が病気の為、京山若丸が加わる。
- 1956年、水野春三の所に住込み、九州弁の訛りを直すため、NHKの新作勉強会に通い、1956年8月1日にNHKラジオ第1放送より「織田信長」でラジオ初出演をした。
- 1956年、西川興行社の西川幸男（現・新栄プロダクション）の所へ入社。
- 1960年、作曲家原伸二の下で歌のレッスンにも通う。
- 1961年11月に日本浪曲協会の幹部に昇進し、「大木伸夫」と改名する。改名披露と同時に浅草国際劇場の恒例浪曲大会に、吉野夫二郎作「本能寺その前夜」で初登場した。
- 1962年3月、アクションスター赤木圭一郎の一周忌にポリドールレコードより発売された歌謡浪曲「トニーは今も生きている/流転」でレコードデビューする。
- 1962年5月20日にポリドールレコードより「青年よ大志を抱け/若い日本だ」で歌手デビューする。1962年10月、「花と竜/男の花道」を発売、1962年12月に「天野屋利兵衛は男でござる/南部坂雪の別れ」を発売する。
- 1962年12月23日放映の東京映画「喜劇 駅前飯店」に座長役で映画初出演をした。
- 1963年8月、司富子とのデュエットで「東京五輪音頭」を発売する。
- 1963年10月に日新プロダクションに入社し1963年10月26日に大木伸夫後援会が発足する。その発足会を世田谷区民会館で開催する（後援会長に法務大臣[1]賀屋興宣、応援出演に森繁久彌、小唄勝太郎、赤坂小梅、池真理子、北島三郎、坂本九、畠山みどり）。
- 1964年4月、藤圭子の他、いまだに多くの演歌歌手（現在は天童よしみ、氷川きよしなど）に歌い継がれている「涙の酒」（「涙の酒/遠山の金さん」）を発売する。その発売記念に、サンケイホールにて大木伸夫リサイタルを、1964年5月2日に開催する。特別出演に美空ひばり、高田浩吉。友情出演に、村田英雄。他、出演に西田佐知子、畠山みどり、水谷良重、梓みちよ、青山ミチという豪華な舞台は、フジテレビを通じて全国的に中継された。このリサイタルを祝い、親友村田英雄が自ら作詞・作曲した「裸の男」をプレゼントした。
- 1964年12月17日、大木伸夫グランドショーをサンケイホールで開催する。三部に分け、第一部「大木伸夫往く年来る年」、第二部は「演歌バラエティ明治九十八年」と題し、林家三平、坊屋三郎、徳川夢声、玉川良一、浅香光代、清川虹子他多数が出演、第三部は「竜馬がゆく主題歌発表」と題し、特別出演に春日八郎、島倉千代子、坂本九、新川二郎、畠山みどりらが華をそえた。
- 1965年3月、「鉄路の男/風来坊船」を発売。1965年10月、「独航船/千両酒」を発売。
- 1965年12月18日に、日活映画「殴り込み関東政」に出演する。
- 1966年、「てっぺん野郎/かんかん虫の唄」を発売。
- 1967年6月14日、両国・日大講堂にて「日蓮大聖人浪曲レコード伝記完成祝賀大会」で「日蓮大聖人讃歌 たちばなの譜」を及川三千代と共に第二部で披露し、クレンズヒル株式会社で委託発売した（主催は日蓮宗総務部）。
- 1967年、「芸人/大阪情話」を発売。その後、日新プロダクションを退社し、地方巡業に専念する。
- 1968年9月、「涙の酒/花と竜」を再リリースする。
- 1969年6月、「あばれ船/浮気の虫」を発売。
- 1976年9月、『民謡浪曲お国めぐりの快心作、ここに結集』と題し、同年9月に≪九州編≫、同年10月に≪東北編≫、1977年3月21日に≪関東・甲信越編≫を発売し、話題を呼んだ。
- 1976年12月1日、「涙の酒/独航船」を再々リリース。
- 1977年2月21日、「ムツゴロウどん/葉隠節」を発売。ムツゴロウどんは『佐賀の民謡』佐賀新聞社に登録され、県内の盆踊りや小学校の運動会等で踊られている。
- 1979年6月21日、「涙の酒/涙の酒（カラオケ）」再々々リリース。
- 1979年11月25日、フクニチスポーツに、「歌手・大木伸夫が二人！？名古屋にニセモノ」とニセモノ騒動で話題になる。
- 1980年6月1日、「情炎~番町皿屋敷~/なあ娘よ」を発売。この「情炎」は、番町皿屋敷のお菊と播磨の物語より作られた曲で、大木の最高傑作と称された。
- 1981年3月28日、「涙の酒/涙の酒（カラオケ）」を再々々々リリースした。同年6月21日、「武田慕情/武田慕情（カラオケ）」を発売。
- 1982年3月1日、「男の履歴/涙の人生」を発売。同年9月25日、「おまえは灯り/何年ぶりだろう」を発売。
- 1984年7月25日、「男街道の唄/道草だって人生さ」を発売。
- 1986年10月1日、「おしどり酒場/山笠一代」を発売した。同年11月25日に「大木伸夫全曲集」を初CD化して発売。
- 1990年、株式会社ワールドファミリーの企画より「続歌謡浪曲大全集」CD、カセット10枚組を歌謡浪曲の一人として「（DISC,4）名月赤城山、忠治子守唄、あゝ函館五稜郭」「（DISC,9）雪の桜田門、花の会津の白虎隊、残月桐一葉、誉れの黒田武士、大利根月夜、南部坂（寺坂注進）」を通販で発売。1992年2月1日「男の履歴/花と竜」、同年5月1日「ムツゴロウどん/武田慕情」、同年7月1日「涙の酒/独航船」を初CDシングル化した。
- 1995年12月10日、佐賀県伊万里市山代町山代町公民館で第9回山代まつりに於て大木伸夫ショーを開催。前半4曲、逢いたかったぜ・おしどり酒場・男の履歴・涙の酒、後半6曲、名月赤城山・葉隠節・夕日の波止場・独航船・天野屋利兵衛は男でござる・アンコール曲おまえは灯り全10曲を熱唱した。
- 1996年、東京音楽工業株式会社よりCDグラフィックス本人歌唱音多重カラオケゴールデンスターシリーズ「心に残る愛唱歌 大木伸夫 Vol．1」（全12曲）とビックスターシリーズ「心に残る愛唱歌 大木伸夫 Vol.1」（全14曲入り、うちヒットカラオケ2曲）を発売（現在も発売中）。
- 1996年12月18日、検査入院の時に医療ミスで心不全からくる脳梗塞で倒れ、第一線から退く。
- 1998年、「思い出のメロディ-にっぽんの歌」（ポリドール編）をVHSで発売（「涙の酒」収録）。
- 2002年6月10日、株式会社テイチクエンタテインメント企画部より、「冴え渡る名人達の名調子 歌謡浪曲十八番全集」CD、カセット10枚組を歌謡浪曲七人衆の一人として「（DISC,7）名月赤城山、忠治子守唄、誉れの黒田武士」を通販で発売した。
- 2011年8月、株式会社ユーキャンより発売された「歌謡浪曲の世界」鑑賞アルバム・日本人の心のメッセージのインタビューでメディア復帰した。（発売後、2011年12月に取材)
- 2011年12月14日、株式会社テイチクエンタテインメントより、「酔いどれ演歌」CD5枚組の収録曲の1曲に、「（DISC,5）5・涙の酒」を通販で発売。この涙の酒は、1964年4月発売されたモノラルバージョンでありCDとしては、初CD化である。
- 2012年9月、日本浪曲協会に名誉顧問として復籍。
- 2012年10月26日、浅草公会堂にて、日本浪曲協会主催公演・第一回浅草浪曲祭のサプライズゲストとして昼の部に出演。約50年ぶりに浪曲の舞台に挨拶で登場した。
- 2012年11月9日、オリンパスホール八王子（八王子市民会館）にて、第22回 セレモアつくばチャリティーコンサート 都はるみ 岡千秋〜二人のビッグショー〜のサプライズゲストとして出演し、第1部で岡千秋と「涙の酒」を二人で熱唱し、約1800人満員の会場のお客様を魅了させ、約16年ぶりに舞台復帰を果たした[2]。そして、2012年11月20日発行の、おとなのための総合情報誌「みんなの歌謡曲」第124号に、「アメ横リズム 小林社長のこだわり」のコーナーに掲載され、2013年2月号 月刊 歌の手帖に掲載される。2013年2月、アメ横リズム より、岡千秋ものがたりIIとして、DVDを発売した。（アメ横リズム のみ発売）。
- 2013年12月30日、間質性肺炎のため死去[3]。88歳没。
- 2013年12月31日、東京都立川市柏町1-26-4 株式会社セレモア立川会館沙羅堂において、密葬が執り行われた。法名「實想院艶涙道伸大居士位」。
- 2014年2月21日発行の月刊歌の手帳4月号に追悼 波乱万丈のミリオンヒット・スター「人生に悔いなし！」ラストインタビュー・大木伸夫と題し連載。(2013年12月中旬に入院先の病室で取材。)